# کورتانا (هیلو)
کُورتانا (به انگلیسی: Cortana) (با شماره سریال CTN 0452-9) یک شخصیت خیالی و هوش مصنوعی در مجموعه بازی‌های ویدئویی تیراندازی اول شخص هیلو است که توسط جن تیلور صداگذاری شده است. کورتانا به عنوان صدای پس‌زمینه و در طول بازی به عنوان همراه در مأموریت‌های جنگی به راهنمایی شخصیت مستر چیف می‌پردازد و اطلاعاتی را در اختیار او قرار می‌دهد. او در نسخه‌های هیلو: نبرد تکامل و دنباله‌های آن شامل: هیلو ۲، هیلو ۳، هیلو ۴، هیلو ۵: نگهبانان، و هیلو: مجموعه مستر چیف حضور داشته است. او حضوری مختصر در نسخهٔ پیش‌درآمد هیلو: ریچ (۲۰۱۰)، و همچنین در چندین رمان، کامیکس، و کالاهای تجاری این فرنچایز داشته است. او باعث جلوگیری از نصب و فعال‌سازی تأسیسات ابر سلاح هیلو بود که سبب نابودی تمامی زندگی‌های ادراکی در کهکشان می‌شد.
طرح اصلی و اولیه کورتانا بر اساس ملکهٔ مصر، نفرتیتی بوده و هولوگرافی شخصیت او همیشه به شکل یک زن نمایش داده می‌شود. رابطهٔ بین کورتانا و مستر چیف توسط منتقدان به عنوان یکی از مهم‌ترین قسمت‌های داستان سری بازی‌های هیلو محسوب می‌شود. کورتانا اغلب برای داشتن باورپذیری و عمق شخصیت، در کنار جذابیت جنسی‌اش شناخته شده است. شخصیت کورتانا الهام بخش پروژه دستیار شخصی هوشمند شرکت مایکروسافت با نام مایکروسافت کورتانا می‌باشد.

## خلق
کورتانا یک هوش مصنوعی بسیار پیشرفته است که در ابتدا توسط نسخه فلش شبیه‌سازی شده مغز دکتر کاترین الیزابت هالزی، خالق برنامه اسپارتان ایجاد شده بود. تاریخ فعال‌سازی کورتانا در ۷ نوامبر ۲۵۴۹ می‌باشد. بیست مغز شبیه‌سازی خلق شدند، اما فقط دو تای آن‌ها باقی‌ماندند، و از یکی از این دو برای ساخت کورتانا استفاده کردند. دیگری هوش مصنوعی سابقی با نام کالمیا بود که از او به عنوان خواهر بزرگتر کورتانا یاد می‌شود. اولین کلمات او به زبان ایتالیایی این‌ها بودند: «وقتی که بازی به پایان می‌رسد، پادشاه و سرباز هر دو به یک جعبه بازمی‌گردند». کورتانا یک هوش مصنوعی هوشمند می‌باشد، این بدین معنی است که ماتریس خلاق او قابلیت گسترش دارد. این توانایی به او اجازه می‌دهد تا فراتر از پارامترهای اساسی خود یادگیری و انطباق داشته باشد، اما در عوض طول عمر او به هفت سال محدود می‌شود.
به نظر می‌رسد، کورتانا تا حدی خاطرات، افکار، عقاید و حتی ارزش‌های خالق خود را دارا می‌باشد. او نه تنها یک کپی از ذهن دکتر هالزی است، بلکه یک نسخه از ظاهر فیزیکی او، البته در سنین جوانی او را دارا می‌باشد. هنگامی که دکتر هالزی از او خواست تا برای خود حاملی انتخاب کند، او جان-۱۱۷ را برای سازگاری عصبی خود برگزید. هالزی، کورتانا را نسخه‌ای نوجوان از خودش می‌پندارد که باهوش‌تر از والدینش است، و همیشه حرف می‌زند، یادمی‌گیرد و مشتاق است دانش خود را با دیگران سهیم شود. از کورتانا به عنوان یک شخصیت شوخ‌طبع یاد می‌شود و اغلب اوقات حتی در حین جنگ جوک می‌گوید یا نظرهای کنایه‌آمیز می‌دهد.

## کورتانا در ویندوزفون

کورتانا در هیلو: نبرد تکامل (۲۰۰۱)

شرکت مایکروسافت در آخرین نسخهٔ سیستم‌عامل ویندوز فون (ویندوز فون ۸٫۱) از شخصیت کورتانا برای دستیار صوتی تلفن‌های همراه هوشمند بهره برده است. مایکروسافت همچنین در سال ۲۰۱۵، دستیار مجازی کورتانا را برای کنسول اکس‌باکس وان، و سیستم‌عامل‌های ویندوز ۸٫۱، ویندوز ۱۰، آی‌اواس و اندروید منتشر کرد.